# 얀 바우터르스
얀 야코뷔스 바우터르스(네덜란드어: Jan Jacobus Wouters, 1960년 7월 17일, 위트레흐트 주 위트레흐트 ~)는 네덜란드의 프로 축구 감독이자 전 선수이다. 그는 현역 시절 수비형 미드필더로 활약했으며, 1990년에 네덜란드 올해의 축구 선수로 선정되었다.

## 경력
바우터르스는 PSV, 위트레흐트, 바이에른 뮌헨, 그리고 아약스를 포함한 다수의 구단에서 활약했다. 그는 네덜란드 국가대표팀 일원으로 70번의 경기에 출전해 4골을 기록했고, 1988년에 네덜란드가 유럽 선수권 대회를 우승하는데 크게 일조했다.
그는 스코티시 프리미어리그의 레인저스에서 딕 아드보카트와 알렉스 맥리시 감독을 보좌했다. 그는 2005-06 시즌이 끝나고 맥리시와 앤디 왓슨과 함께 레인저스를 떠났다.
바우터르스는 1993년에 웸블리에서 열린 잉글랜드와의 월드컵 예선전에서 폴 개스코인을 팔꿈치로 가격해 광대뼈를 골절시킨 점 때문에 잉글랜드 지지자들 사이에서 큰 비난을 받았다. 개스코인은 부상 회복 기간동안 안면 보호대를 착용해야 했다. 이튿날 "데일리 미러"지는 바우터르스를 "네덜란드 깡패"로 낙인찍었다. 경기 결과는 2-2 무승부였고, 한때 경기를 2-0으로 앞서나가던 잉글랜드의 1994년 미국 월드컵 본선행은 물거품이 되었다.

## 경력 통계
| 구단          | 시즌      | 리그       | 리그 | 리그 | 컵   | 컵 | 리그컵 | 리그컵 | 대륙 | 대륙 | 합계 | 합계 |
| 구단          | 시즌      | 리그명     | 출장 | 골   | 출장 | 골 | 출장   | 골     | 출장 | 골   | 출장 | 골   |
| ------------- | --------- | ---------- | ---- | ---- | ---- | -- | ------ | ------ | ---- | ---- | ---- | ---- |
| 위트레흐트    | 1980–81   | 에레디비시 | 19   | 1    |      |    |        |        |      |      |      |      |
| 위트레흐트    | 1981–82   | 에레디비시 | 33   | 4    |      |    |        |        |      |      |      |      |
| 위트레흐트    | 1982–83   | 에레디비시 | 27   | 6    |      |    |        |        |      |      |      |      |
| 위트레흐트    | 1983–84   | 에레디비시 | 31   | 4    |      |    |        |        |      |      |      |      |
| 위트레흐트    | 1984–85   | 에레디비시 | 25   | 1    |      |    |        |        |      |      |      |      |
| 위트레흐트    | 1985–86   | 에레디비시 | 33   | 5    |      |    |        |        |      |      |      |      |
| 위트레흐트    | 합계      | 합계       | 168  | 21   |      |    |        |        |      |      |      |      |
| 아약스        | 1986–87   | 에레디비시 | 32   | 4    |      |    |        |        |      |      |      |      |
| 아약스        | 1987–88   | 에레디비시 | 28   | 4    |      |    |        |        |      |      |      |      |
| 아약스        | 1988–89   | 에레디비시 | 22   | 0    |      |    |        |        |      |      |      |      |
| 아약스        | 1989–90   | 에레디비시 | 28   | 5    |      |    |        |        |      |      |      |      |
| 아약스        | 1990–91   | 에레디비시 | 30   | 5    |      |    |        |        |      |      |      |      |
| 아약스        | 1991–92   | 에레디비시 | 10   | 1    |      |    |        |        |      |      |      |      |
| 아약스        | 합계      | 합계       | 150  | 19   |      |    |        |        |      |      |      |      |
| 바이에른 뮌헨 | 1991–92   | 분데스리가 | 17   | 1    | 0    | 0  | –      | –      | 0    | 0    | 17   | 1    |
| 바이에른 뮌헨 | 1992–93   | 분데스리가 | 33   | 4    | 2    | 0  | –      | –      | 0    | 0    | 35   | 4    |
| 바이에른 뮌헨 | 1993–94   | 분데스리가 | 16   | 1    | 4    | 1  | –      | –      | 4    | 0    | 24   | 2    |
| 바이에른 뮌헨 | 합계      | 합계       | 68   | 6    |      |    |        |        |      |      |      |      |
| PSV           | 1993–94   | 에레디비시 | 10   | 1    | 1    | 0  | –      | –      | 0    | 0    | 11   | 1    |
| PSV           | 1994–95   | 에레디비시 | 22   | 1    | 1    | 0  | –      | –      | 2    | 0    | 25   | 1    |
| PSV           | 1995–96   | 에레디비시 | 20   | 3    | 4    | 0  | –      | –      | 3    | 0    | 27   | 3    |
| PSV           | 합계      | 합계       | 52   | 5    | 6    | 0  | 0      | 0      | 5    | 0    | 63   | 5    |
| 경력 합계     | 경력 합계 | 경력 합계  | 438  | 51   |      |    |        |        |      |      |      |      |

## 수상
위트레흐트
- KNVB 베커르: 1984–85

아약스
- 에레디비시: 1989–90
- KNVB 베커르: 1986–87
- 유러피언 컵위너스컵: 1986–87
- UEFA컵: 1991–92

바이에른 뮌헨
- 분데스리가: 1993–94

PSV
- KNVB 베커르: 1995–96

네덜란드
- 유럽 선수권 대회: 1988

개인
- 네덜란드 올해의 축구 선수: 1989–90
- 유럽 선수권 대회의 선수단: 1988[4]
- "키커" 분데스리가 올해의 선수단: 1992–93[5]

## 대중 매체에서
바우터르스는 2023년 2월 4일 제임스 오스틴 존슨이 찬조한 "토요일 밤 생방송"(Saturday Night Live)에서 영국 래퍼 밀리 파운즈가 언급했다.